# Gerður Guðlaugsdóttir
Gerður Guðlaugsdóttir (født 1972) er en islandsk langdistanceløber medlem i Amager Atletik Club.

## Danske mesterskaber
- Bronze 2003 10km landevej 36.46

## Personlige rekorder
- 5000 meter: 16.55,70 18. juni 2003 Lillerød